# Nagroda Literacka im. Astrid Lindgren

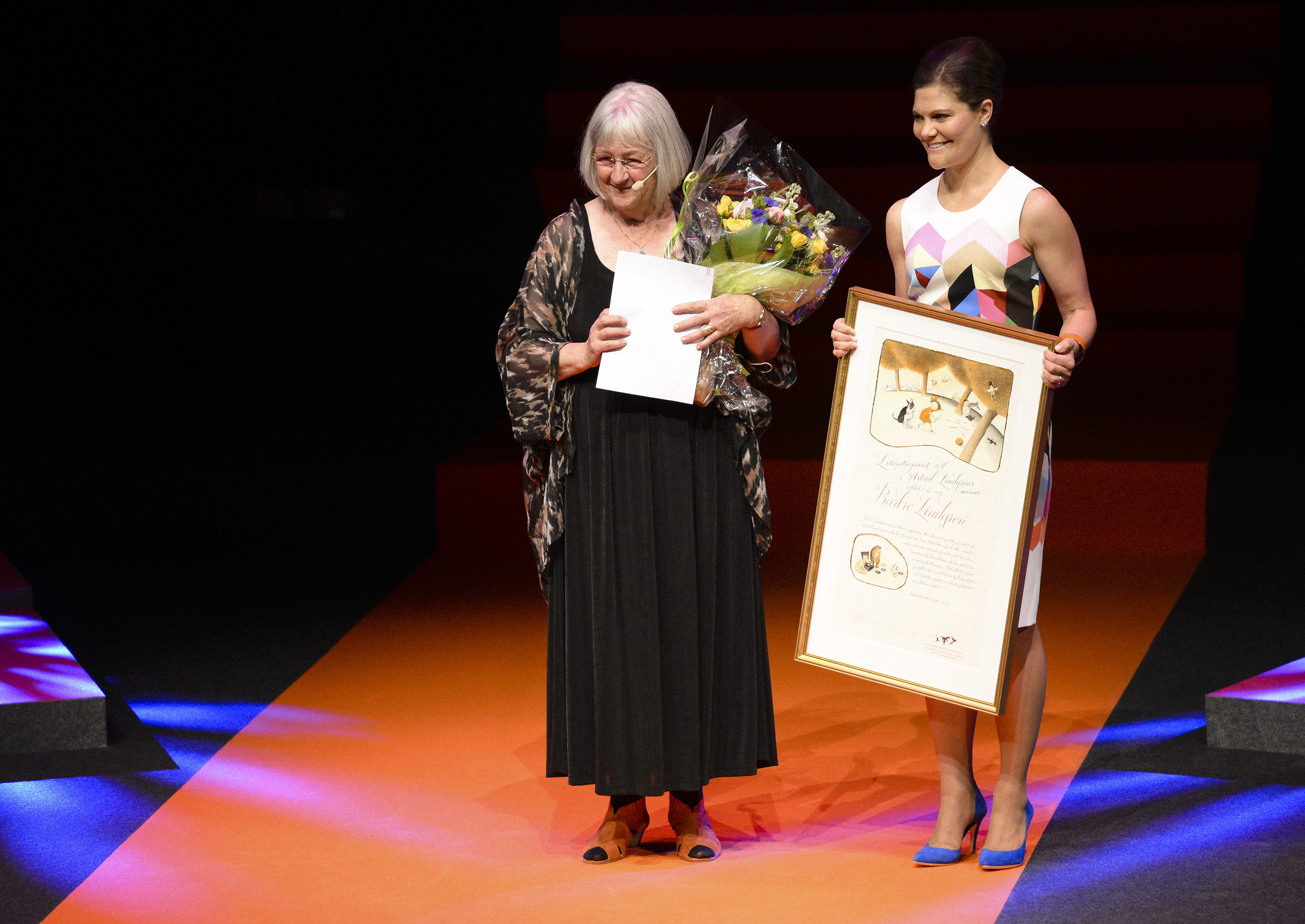
Barbro Lindgren otrzymuje nagrodę w 2014 roku z rąk księżniczki Wiktorii

Nagroda Literacka im. Astrid Lindgren (szw. Litteraturpriset till Astrid Lindgrens minne, ang. Astrid Lindgren Memorial Award, ALMA) – nagroda międzynarodowej literatury dziecięcej, ustanowiona przez szwedzki rząd w 2002 na cześć szwedzkiej pisarki dla dzieci Astrid Lindgren. Nagroda przyznawana jest corocznie do wysokości pięciu milionów szwedzkich koron.
Nagrody mogą być przyznawane pisarzom, ilustratorom, narratorom lub promotorom czytania, których praca jest zgodna z duchem Astrid Lindgren. Celem nagrody jest zwiększenie zainteresowania literaturą dla dzieci i młodzieży, a także do promowania praw dzieci do kultury na poziomie globalnym.
Nagroda jest administrowana przez szwedzki Statens kulturråd. W przeciwieństwie do wielu podobnych nagród w dziedzinie literatury, ALMA jest finansowana wyłącznie ze środków budżetu centralnego.

## Laureaci
- 2003: Maurice Sendak, Christine Nöstlinger
- 2004: Lygia Bojunga Nunes(inne języki)
- 2005: Philip Pullman, Ryōji Arai(inne języki)
- 2006: Katherine Paterson
- 2007: Banco del Libro(inne języki)
- 2008: Sonya Hartnett(inne języki)
- 2009: Tamer Institute for Community Education(inne języki)
- 2010: Kitty Crowther
- 2011: Shaun Tan
- 2012: Guus Kuijer
- 2013: Isol(inne języki)
- 2014: Barbro Lindgren
- 2015: PRAESA(inne języki) (Project for the Study of Alternative Education in South Africa)
- 2016: Meg Rosoff(inne języki)
- 2017: Wolf Erlbruch(inne języki)
- 2018: Jacqueline Woodson
- 2019: Bart Moeyaert(inne języki)
- 2020: Baek Heena(inne języki)
- 2021: Jean-Claude Mourlevat(inne języki)
- 2022: Eva Lindström
- 2023: Laurie Halse Anderson

Źródło: Astrid Lindgren Memorial Award.

## Jury
W dwunastoosobowym jury zasiadają osoby powiązane z literaturą dziecięcą i młodzieżową - pisarze, ilustratorzy, badacze literaccy, bibliotekarze. krytycy literaccy, osoby zajmujący się prawami dziecka oraz jedna osoba reprezentująca rodzinę Astrid Lindgren. Każdy członek jury otrzymuje nominację na 4 lata, przy czym łączny czas zasiadania nie może przekroczyć 12 lat.
W jury zasiadają (stan na 2021):
- środowisko akademickie: Boel Westin(inne języki) (przewodniczący), Katarina Eriksson Barajas(inne języki), Henry Ascher(inne języki), Elina Druker(inne języki), Lena Kåreland(inne języki),
- środowisko bibliotekarskie: Annika Edlund,
- pisarze: Balsam Karam, Katarina Kieri(inne języki), Mårten Sandén,
- ilustrator: Per Gustavsson,
- tłumaczka: Janina Orlov(inne języki),
- Johan Palmberg - prawnuk Astrid Lindgren oraz zarządzający prawami do jej prac.